# André Gaboriaud
André Gaboriaud (Gémozac, 1895. május 1. – Meschers-sur-Gironde, 1969. november 23.) olimpiai ezüstérmes francia tőrvívó.